# Justin McCall
Justin Ryan McCall (Bakersfield, California, 26 de septiembre de 1999) es un baloncestista estadounidense que actualmente juega en el BK Valmiera de la Latvijas Basketbola līga. Con 1,98 metros de estatura, juega en la posición de escolta.

## Trayectoria deportiva
Es un escolta formado en Bakersfield High School de su ciudad natal, antes de ingresar en 2017 en la Universidad Estatal de California, Bakersfield, institución académica ubicada en Bakersfield, California, donde jugaría durante cinco temporadas la NCAA con los Cal State Bakersfield Roadrunners, desde 2017 a 2022.
Tras no ser drafteado en 2022, se compromete con el Team Cali de la Liga Profesional de Baloncesto de Colombia.
El 22 de julio de 2022, firma por el GTK Gliwice de la Polska Liga Koszykówki.
El 26 de agosto de 2022, firma por el BK Valmiera de la Latvijas Basketbola līga.